# Balfour Stewart
Balfour Stewart (Edimburgo, 1 de novembro de 1828 — Drogheda, 19 de dezembro de 1887) foi um físico escocês.

## Vida
Após estudar na Universidade de Edimburgo e na Universidade de St Andrews, trabalhou algum tempo na Austrália para seu pai, um comerciante de chás. Após retornar à Escócia, dedicou-se novamente à física, sendo assistente de James David Forbes em 1856, e em 1859 diretor do observatório de Kew. Pesquisou sobre meteorologia e campo magnético terrestre.
Em 1868 recebeu por seus trabalhos a medalha Rumford da Royal Society, da qual era membro desde 1862. Dentre suas mais destacadas publicações estão Observations with a Rigid Spectroscope, Heating of a Disc by Rapid Motion in Vacuo, Thermal Equilibrium in an Enclosure Containing Matter in Visible Motion e Internal Radiation in Uniaxal Crystals.
Em 1870 foi professor de física no Owens College em Manchester, onde permaneceu até falecer em sua casa de campo.
De 1885 a 1887 foi o segundo presidente da Society for Psychical Research.